# حمد بن عيسى بن سلمان آل خليفة
الملك حمد بن عيسى آل خليفة (مواليد 28 يناير 1950) ملك مملكة البحرين منذ 6 مارس 1999 ، وهو الإبن الأكبر للشيخ عيسى بن سلمان آل خليفة أمير دولة البحرين السابق.

## حياته المُبكرة وتعليمه

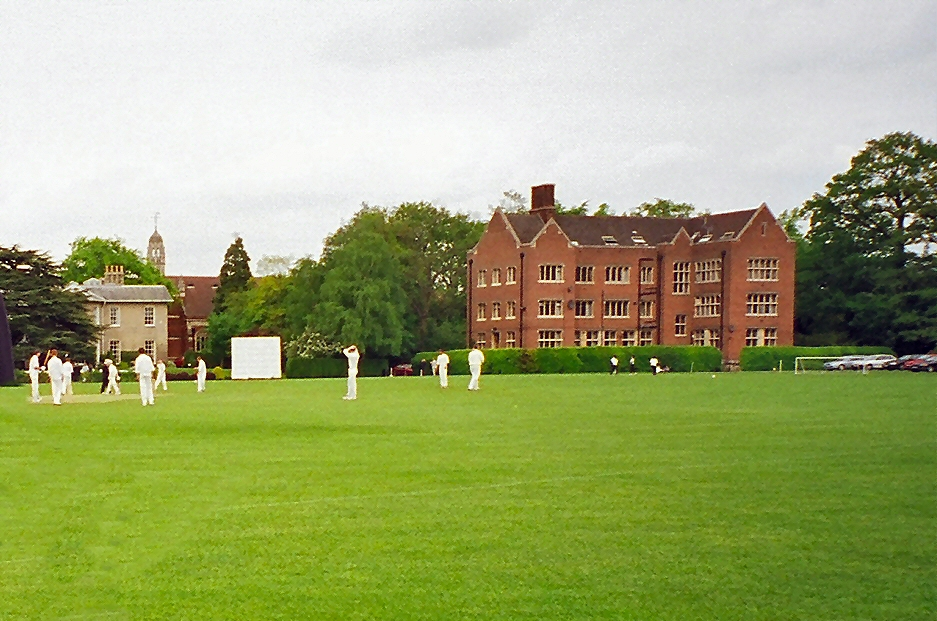
مدرسة ليس، كامبريدج

وُلد الشيخ حمد بن عيسى آل خليفة في الرفاع في 28 يناير 1950 الموافق 7 ربيع الأول 1369 وهو الأبن البكر لوالده الشيخ عيسى بن سلمان آل خليفة من زوجته حصة بنت سلمان آل خليفة. في السادسة من عمره التحق بالمدرسة الابتدائية وكان مواظبا على تلاوة القرآن وتعلم قواعد الدين ومبادئ اللغة، حرص الشيخ حمد على حضور مجالس والده للنهل من خبراته، كما تعلم السباحة والرماية والفروسية على أيدي مدربين أكفاء.
في عام 1964 أنهى الشيخ حمد دراسته المتوسطة، وأُعلن رسميا توليه ولاية العهد في 27 يونيو في العام نفسه، ثم التحق بالدراسة الثانوية في مدرسة ليز الثانوية بمدينة كامبردج بانجلترا، وبعد أن أنهى الدراسة الثانوية متخصصا في دراسة العلوم العسكرية التحق بدورة عسكرية في كلية مونز الحربية للضباط في مدينة درشوت هامبشاير في 14 سبتمبر 1967 وتخرج فيها في 14 فبراير 1968. كما درس في أكاديمية ساندهيرست.
وبعد أربع سنوات في يونيو 1972، سافر الشيخ حمد من إنجلترا إلى ولاية كانساس في الولايات المتحدة ليلتحق بكلية القيادة ورئاسة الأركان في فورت ليفينوورث في كانساس، وتخرج في يونيو من العام التالي بشهادة في قيادة الأركان بدرجة الشرف. ومنح وسام الحرية من قبل عمدة مدينة كانساس. وفي عام 1977 تلقى تدريبا على قيادة طائرات الهليكوبتر، وتخرج في 14 يناير 1978 كقائد طيار لهذا النوع من الطائرات.

## ولاية العهد
في 27 يونيو 1964، تولى ولاية العهد في سن مبكرة وكان يبلغ من العمر 14 عاما.
في عام 1975 تولى منصب رئيس المجلس الأعلى للشباب والرياضة، وأبدى خلال توليه المنصب اهتمامًا بتأريخ أصول سلالات الخيول العربية في البحرين، وشهدت تلك الرياضة في عهده طفرة ملحوظة. وانتقلت اهتماماته بعد ذلك من دراسة تاريخ الخيل وتوثيقها إلى دراسة تاريخ الشعب البحريني، فأنشأ مركز لتجميع الوثائق البحرينية ونشط في ذلك، فكان يبذل جهدًا في الحصول على تلك الوثائق وتجميعها من الدول التي كانت لها علاقات تاريخية مع البحرين، واهتم اهتمامًا خاصًا بوثائق أجداده العتوب، ونشر ذلك تباعًا في مجلة خاصة أسماها الوثيقة.

## توليه الحكم
في يوم السبت 6 مارس 1999 توفي أمير دولة البحرين الشيخ عيسى بن سلمان آل خليفة، وعقد مجلس الوزراء البحريني في نفس اليوم جلسة استثنائية نعى فيها الشيخ عيسى بن سلمان ال خليفة ونودي بولي العهد الشيخ حمد بن عيسى ال خليفة أميراً للبلاد، وقد قال في تلك الجلسة إنه سيسير على نهج الأمير الراحل في خدمة الوطن. وفي 14 فبراير 2002 تغير مسمى أمير دولة البحرين إلى ملك مملكة البحرين وتغير مسمى دولة البحرين إلى مملكة البحرين.

## الحياة السياسية
عند استلام الأمير حمد الحكم بدأ بحملات إصلاحية بالبلاد، وشملت الإفراج عن جميع السجناء السياسيين وحل محكمة أمن الدولة وإلغاء مرسوم 1974 بشأن أمن، بالإضافة إلى ذلك، سمح العديد من المواطنين البحرينيين في العودة بعد عدة سنوات بالمنفى في الخارج الدولة.

### الاضطرابات السياسية
بعد تولي الأمير حمد الحكم في العام 1999 كان هدفه تحقيق الاستقرار في البحرين خاصة بعد الانتفاضة التسعينية، ورغم التحسن الاقتصادي في البلاد إلا أنه أُتهم من قبل معارضين بالتمييز بالوظائف والإسكان ضد بعض فئات الشعب من الشيعة في البحرين حسب حقوق الإنسان في البحرين،
وكان الملك حمد قد تعهد بتوظيف المواطنين الشيعة في مناصب حكومية عالية حيث تم القيام بمجموعة من التغييرات الجذرية لإعطاء فرص أكبر لجميع فئات المجتمع وضمان توزيع أكثر إنصافًا وعدلا من المناصب العليا والوظائف بين جميع المواطنين في مملكة البحرين التي تحكم من أسرة آل خليفة التي تقود عددا كبيرا من المناصب الوزارية والحكومية بما في ذلك وزارة الداخلية ووزارة العدل ووزارة الشؤون الخارجية ووزارة المالية. ويزعم أن جل المناصب الهامة في قوة دفاع البحرين هي بيد ضباط من السنة الذين يشكلون نحو نصف السكان بحسب الإحصاءات الرسمية الصادرة في العام 2010 بينما تشير إحصاءات أخرى غير رسمية أن المواطنين الشيعة هم من يشكلون أكثر من نصف سكان البحرين.[بحاجة لمصدر]

### عودة الحياة النيابية
في 16 ديسمبر 2000 أصدر قرار هام ينص على إنشاء مجلسين أحدهما للنواب والآخر للشورى، وإجراء انتخابات نيابية حرة مباشرة في عام 2001 عقب انتخابات المجالس البلدية، وترتب على هذا القرار عودة الحياة النيابية إلى البحرين بعد توقف دام لأكثر من 25 عامًا، حيث كانت آخر جلسة لمجلس النواب قد عقدت في عام 1975 قبل أن يصدر والده الشيخ عيسى قرارًا بحله بحجة أنه يعرقل عمل الحكومة.

### الملكية في البحرين
وفي عام 2002 قام شعب إمارة البحرين بالتصويت على ميثاق العمل الوطني في البحرين، وبذلك تحولت البحرين من إمارة إلى مملكة وأصبح حمد بن عيسى آل خليفة ملكاً على البحرين، وأصبح يتمتع بسلطات تنفيذية أوسع تشمل تعيين رئيس الوزراء ووزرائه، وقائد الجيش، وتولي رئاسة مجلس القضاء الأعلى، وتعيين نصف المجلس الوطني البحريني وهو مجلس الشورى البحريني وصلاحية حل النصف الآخر وهو مجلس النواب البحريني المنتخب.

### أحداث 2010
في أكتوبر 2010 إتهمت الحكومة البحرينية 24 مواطناً شيعياً بتشكيل خلية إرهابية مرتبطة بإيران، وتدربوا في العراق لإسقاط
حكم الملك حمد والتخطيط لهجمات إرهابية. وبعد عدة أسابيع تجدد الجدل بعد الانتخابات العامة البحرينية 2010 عندما اعترضت كتلة المعارضة الرئيسية بالبلاد جمعية الوفاق الوطني الإسلامية وجمعية العمل الوطني الديمقراطي من نظام الانتخابات غير العادل وحسب رأيهم تقلل نسبة المعارضة في كراسي البرلمان، على الرغم من فوز جمعية الوفاق الوطني الإسلامية ب 40% من المقاعد المتاحة للانتخاب.

## الاحتجاجات السياسية 2011
في 14 شباط 2011 وبالذكرى السنوية العاشرة لميثاق العمل الوطني في البحرين والذكرى التاسعة لكتابة دستور عام 2002 هزت البحرين احتجاجات مستوحاة من ثورات الربيع العربي .وفي 11 شباط 2011، أمر الملك حمد بإعطاء 1000 دينار بحريني (2667 دولار) لكل أسرة للاحتفال بالذكرى العاشرة لميثاق العمل الوطني في البحرين.
15 شباط 2011 اعتذر الملك حمد آل خليفة على مقتل إثنيين من المتظاهرين في خطاب على التلفزيون البحريني، وأمر بالتحقيق بالحادث. وبعد يومين قتل 4 متظاهرين وأصيب المئات عند دوار اللؤلؤة الذي حاصره الجيش البحريني وانسحب منه فيما بعد، كما استمرت المظاهرات ضد الملك حمد آل خليفة الذي أمر بضبط النفس من كافة الأطراف.
منتصف مارس 2011 أعلن الملك حمد آل خليفة ملك البحرين قانون السلامة الوطنية في البحرين (الطوارئ) لمدة 3 أشهر بعد إستدعاء قوات درع الجزيرة، والتي وصفها المعارضة بأنها قوات احتلال.بعد هذه الخطوة، عانى اقتصاد البلاد خسائر تقدر بالمليارات. وتدهورت الأوضاع الأمنية في مناطق المظاهرات. في حين تم الإعلان عن عشرات القتلى بينهم خمسة مواطنيين لقوا حتفهم في السجون السياسية بسبب التعذيب النفسي والجسدي.[بحاجة لمصدر]
رفع الملك حمد آل خليفة حالة الطوارئ في 1 حزيران 2011. كما أنشئ الملك حمد (اللجنة البحرينية المستقلة لتقصي الحقائق) برئاسة المحامي محمد شريف بسيوني، ولقيت هذه اللجنة ترحيب المجتمع الدولي خاصة من الرئيس الأمريكي باراك أوباما، كخطوة للتحقيق بالأحداث التي رافقت الثورة البحرينية، والتي عرضت نتائجها على الملك في نوفمبر 2011. وذكرت منظمة العفو الدولية في أغسطس 2012 أن استجابة الحكومة البحرينية للتقرير سطحي، وأن الإصلاحات كانت جزيئية وفشلت في توفير المسائلة والعدالة الحقيقية للضحايا.

## من آرائه

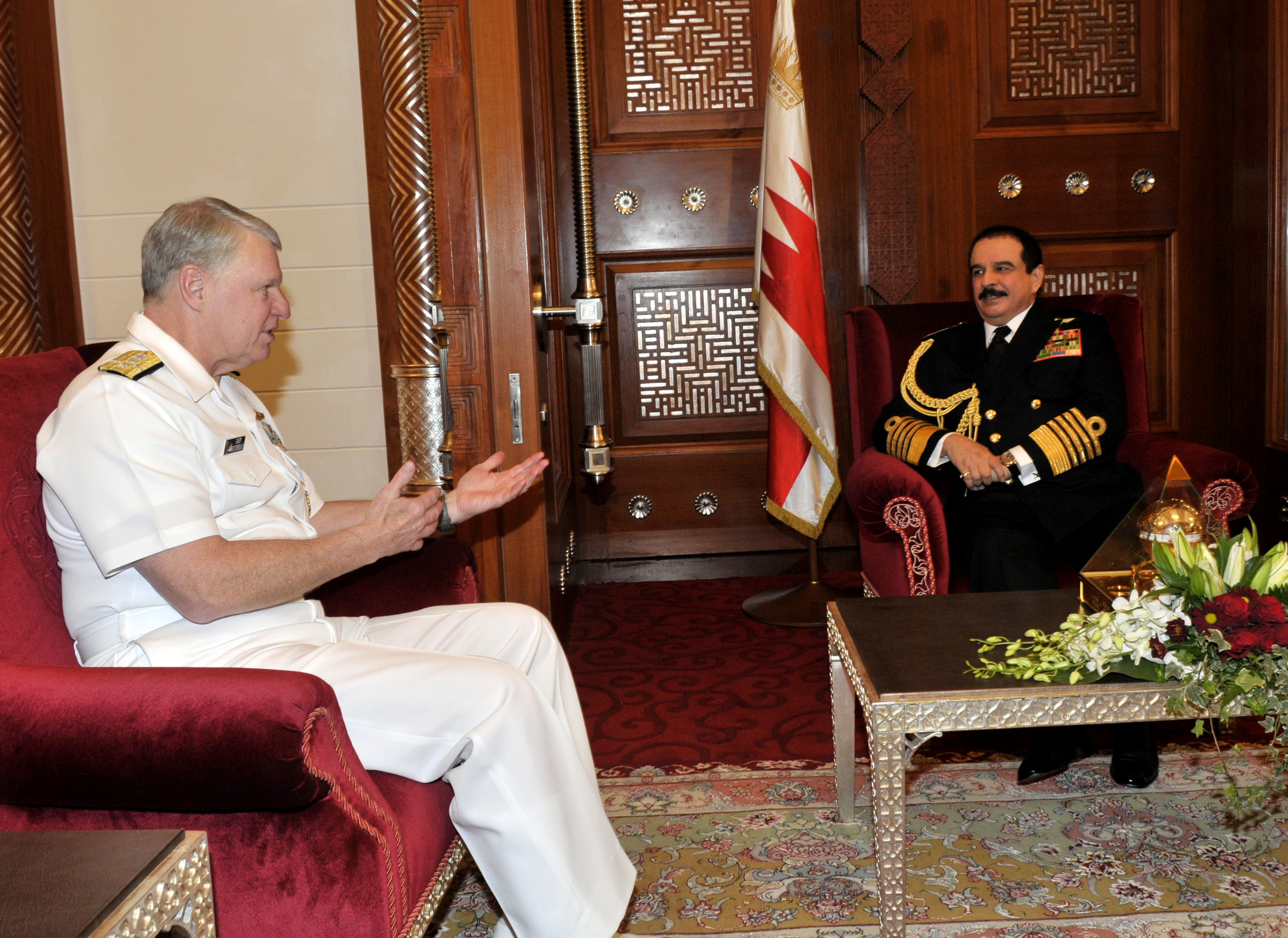
العاهل البحريني الملك حمد بن عيسى آل خليفه في مباحثات مع الأدميرال غاري رافهيد رئيس العمليات بالأسطول الخامس الأمريكي بالخليج

لديه عدد من الآراء في عده مسائل عربية وعالمية، يدعو إلى وجود قوة عسكرية خليجية مشتركة قوية فنيًا وعسكريًا. ويرى بأن النموذج الغربي للديمقراطية لا يصلح لدول الخليج. وبالنسبة لموقفه من العراق فقد أعلن أنه يرفض تقسيمه. وبالنسبة للقضية الفلسطينية فإنه يؤمن بالحل السلمي من خلال عمليات التفاوض لإنهاء الصراع العربي - الإسرائيلي، ويدعو في هذا الشأن الفلسطينيين إلى عدم التفريط في حقوقهم التاريخية المشروعة. ويرى أن تنوع الأديان والمذاهب ينبغي أن يكون رافدا للحوار الذي يحصن البشرية ضد النزاعات والصراعات التي تزيد من اتساع الهوة بين الشعوب، للملك عدد من الموافق الاساسية الداعمة والداعية إلى المساوى والعدل.
في عام 2011 وسط الاحتجاجات البحرينية كشفت برقيات ويكيليكس نشرتها صحيفة هاآرتس بعض العلاقات الخفية بين المسؤولين الأمنيين البحرينيين والإسرائيليين في كل من المخابرات البحرينية والموساد الإسرائيلي. وفي لقاء مع السفير الأمريكي في البحرين في فبراير 2005 أشار ملك البحرين الملك حمد بن عيسى آل خليفة حول وجود اتصال مع وكالة الاستخبارات الوطنية الإسرائيلية الموساد، وأشار إلى أن مملكة البحرين مستعدة لتطوير العلاقات مع إسرائيل في المجالات الأخرى أيضا.

## حياته الخاصة
في 9 أكتوبر 1968؛ تزوج من سبيكة بنت إبراهيم آل خليفة الابنة الكبرى لإبراهيم بن محمد آل خليفة وفاطمة بنت سلمان آل خليفة وأنجب منها:
- سلمان (ولد في 21 أكتوبر 1969) ، ولي العهد رئيس مجلس الوزراء
- عبد الله (ولد في 30 يونيو 1975) ، الممثل الشخصي للملك ورئيس المجلس الأعلى للبيئة
- خليفة (ولد في 4 يونيو 1977)
- نجلاء (ولدت في 20 مايو 1981)

تزوج من شيمة حسن الخريش العجمي من الكويت وأنجب منها:
- ناصر (ولد في 8 مايو 1987)، ممثل الملك للأعمال الإنسانية وشؤون الشباب قائد الحرس الملكي مستشار الأمن الوطني ورئيس المجلس الأعلى للشباب والرياضة.
- خالد (ولد في 23 سبتمبر 1989) ، النائب الأول لرئيس المجلس الأعلى للشباب والرياضة ورئيس الهيئة العامة للرياضة ورئيس اللجنة الأولمبية البحرينية

تزوج من حصة فيصل محمد شريم المري وأنجب منها:
- فيصل (ولد في 12 فبراير 1991)، الرئيس الفخري للاتحاد البحريني لرياضة المعاقين. توفي في حادث سيارة في الزلاق في 12 يناير 2006 عن عمر ناهز 15 سنة ودفن في مقبرة الرفاع.
- نورة (ولدت في 6 نوفمبر 1993).
- منيرة (ولدت في 15 يوليو 1990).

تزوج من منال جبر النعيمي وأنجب منها.
- سلطان (ولد في 1997)
- حصة (ولدت في 14 فبراير 1993)، تزوجت من هاشم بن محمد بن سلمان آل خليفة.
- ريما.

## وصلات خارجية
- الموقع الإلكتروني للملك حمد بن عيسى.
- إسلام أون لاين - حمد بن عيسى (تصريح النقل)
- حمد بن عيسى بن سلمان آل خليفة على موقع مونزينجر (الألمانية)